# Cerekvice nad Loučnou
Cerekvice nad Loučnou là một làng thuộc huyện Svitavy, vùng Pardubický, Cộng hòa Séc.